# Jan de Graan
Jan de Graan (Amsterdam, 10 september 1852 – Den Haag, 8 januari 1874) was in zijn tijd een zeer bekend violist en werd omschreven als wonderkind. Hij overleed op jonge leeftijd.

## Biografie
Jan de Graan was een zoon van de Amsterdamse goudsmid en uitbater van een café Jan de Graan (1828-1866) en Johanna Augustijn (1822-1863). Zijn vader zag het muzikaal talent in zijn zoon en liet hem veel studeren om dit talent te ontwikkelen. 
De Graan kreeg al op zeer jeugdige leeftijd vioolles van de heer C. Fischer in Amsterdam.  Van 1860 tot 1867 was hij leerling van Frans Coenen. Hij bleek zeer getalenteerd. Al op zesjarige leeftijd trad De Graan voor het eerst in het openbaar op, waarschijnlijk op 2 januari 1859 in Theater Frascati.
Johannes Kneppelhout (1814-1885) wilde het talent van Jan de Graan, die hij in de herfst van 1864 in Amsterdam hoorde spelen, financieel ondersteunen. Dit werd door de vader van Jan de Graan afgewezen. Na het overlijden van zijn vader werd Johannes Kneppelhout alsnog voogd van Jan de Graan. Kneppelhout stamde uit een aanzienlijke en rijke Leidse familie. Hij was bijzonder geïnteresseerd in alle vormen van kunst en gaf veel geld uit aan de opvoeding van kunstenaars, overtuigd als hij was van de waarde van een goede scholing. Om die reden nam hij ook Jan de Graan onder zijn hoede. In 1867 ontstonden er geruchten over een homoseksuele relatie tussen De Graan en Kneppelhout. Homoseksualiteit was weliswaar sinds 1811 niet meer strafbaar, maar werd nog niet echt geaccepteerd en daarbij was De Graan ook nog eens minderjarig. De geruchten groeiden uit tot een lastercampagne, waardoor het bijna onmogelijk werd voor Kneppelhout om Jan de Graan nog in Nederland op zijn landgoed De Hemelsche Berg in Oosterbeek te ontvangen. Het echtpaar Kneppelhout leed hierdoor erge reputatieschade. Of er sprake is geweest van een homoseksuele relatie is echter nooit bewezen.
Kneppelhout liet De Graan in huis wonen bij de HBS-leraar de heer Dirksen te Den Haag. Daar leerde hij zijn beste vriend Cornelis Johannes Eggink kennen.
Vanaf 1867-1869 studeerde De Graan bij Joseph Joachim te Hannover, een van de grootste violisten van dat moment. Hij gaf een serie concerten in Londen en trad al in 1865 in het Crystal Palace op. Joachim ontsloeg Jan de Graan vanwege wangedrag, De Graan had weinig zin om te studeren. Daarna verhuisde De Graan op 17-jarige leeftijd naar Parijs en werd hij door Kneppelhout ondergebracht bij schilder David Artz, die Kneppelhout ook onder zijn hoede had genomen. Ook daar weigert De Graan zijn studie weer op te pakken, dit drijft Kneppelhout tot wanhoop. Al in 1870 begon de gezondheid van De Graan slechter te worden en hoestte hij aanhoudelijk. In Hannover werd hem in dat jaar de positie van solo-violist/concertmeester aangeboden, welke positie hij door zijn gezondheid echter niet kon aanvaarden. Er volgde een aantal jaren van ziekte in verschillende kuuroorden o.a. in Bonn, in Pisa en in Gais (Zwitserland), de laatste onder begeleiding van Otto Scholderer. Vanaf 1870 trad De Graan zelden nog op. Zijn laatste solo-optreden was op 8 januari 1873 tijdens een kwartetsoirée te Haarlem. Zijn krachten werden steeds minder. Tijdens het 36e toekomstconcert (Maatschappij De Toekomst) op 26 november 1873 zat De Graan bij de eerste violen en werd de "Rheinische" Symfonie nr. 3 in Es-groot van Robert Schumann gespeeld. Het "Feierlich" werd in zekere zin zijn zwanenzang. Hij trok weer in bij de heer Dirksen in Den Haag. De Graan overleed in Den Haag op 21-jarige leeftijd aan tuberculose in het huis aan de Hoogstraat 11 waar hij werd verzorgd door Maria Henriëtte von Weckherlin-Handel (echtgenote van de secretaris van Koningin Sophie) en zijn vriend Cornelis Johannes Eggink. Twee dagen later werd hij op 10 januari onder grote belangstelling begraven op begraafplaats Oud Eik en Duinen te Den Haag.
Speciaal voor Jan de Graan liet Johannes Kneppelhout de concertzaal in Oosterbeek bouwen. Helaas stierf Jan de Graan nog voordat hij er had kunnen optreden. Kneppelhout schreef een boek over Jan de Graan genaamd "Een beroemde knaap. Ter herinnering aan Jan de Graan, geboren te Amsterdam 10 September 1852, overleden te 's Gravenhage 8 Januarij 1874". Hierin beschrijft hij het gesloten karakter van De Graan.  Willem Nicolaï, directeur van de Koninklijke Muziekschool in Den Haag, waar De Graan een deel van zijn opleiding volgde, schreef een necrologie over hem in muziekblad Caecilia. In de hal van het Koninklijk Concertgebouw te Amsterdam hangt een groot portret van Jan de Graan, geschilderd door David Artz. Kneppelhout schreef ook de tekst op de grafsteen van De Graan:
Gij waart mijn trots mijn vreugd mijn zware kruis
kind zonder huis
gevierde suonatore, wiens zacht licht
vroeg daagt, ras zwicht!
Hier stille lijder, vondt, vaarwel gekust.
Ge uw heilge rust!
Uw smart heeft uit, uw jeugd blijft eeuwig, maar,
Ach! Stom uw snaar.
- Biografisch Portaal: 12530699
- Digitale Bibliotheek voor de Nederlandse Letteren: graa018
- International Standard Name Identifier: 0000 0003 9344 5625
- Nederlandse Thesaurus van Auteursnamen: 069081115
- Virtual International Authority File: 287751350
- WorldCat: E39PBJbM4vJMPKTq3hd4mY3hHC